# Lukas Linder
Lukas Linder (geboren 1984 in Uhwiesen) ist ein Schweizer Schriftsteller (Drama, Roman).

## Leben
Lukas Linder studierte ab 2004 Germanistik und Philosophie an der Universität Basel. Nach dem Abschluss arbeitete er in diversen Theaterprojekten der freien Szene. Im Jahr 2008 nahm er am Autorenlabor des Schauspielhauses Düsseldorf unter der Leitung von Thomas Jonigk teil. In dessen Rahmen entstand das Theaterstück Die Trägheit, mit dem er 2009 den Jury- und den Publikumspreises des Autorenlabors gewann. Auch bei den Werkstatttagen «stück für stück» am Wiener Schauspielhaus (2010) war sein Stück am Ende der Gewinner. In der Spielzeit 2011/12 war er jeweils Stipendiat des Stücklabors Basel sowie Hausautor am Theater Biel-Solothurn.
Den Durchbruch brachte für ihn 2015 der Sieg beim Heidelberger Stückemarkt sowie der Kleist-Förderpreis für sein Heranwachsenden-Drama Der Mann aus Oklahoma. 2016 bekam er den mit 10'000 Schweizer Franken dotierten Förderpreis der Internationalen Bodenseekonferenz, der an junge Künstler mit einem «herausragenden Potential» vergeben wird. Der Autor schrieb im Laufe der Jahre mehr als ein Dutzend Dramen, die im gesamten deutschsprachigen D-A-CH-Raum alsbald ihre Uraufführungen fanden. Er erhielt Werkaufträge für neue, zeitgenössische Theaterstücke. Daneben suchte er sich als Schriftsteller ein weiteres Standbein als Romancier.
Im Herbst 2018 kam sein Debütroman Der Letzte meiner Art über den Spross einer Adelsfamilie, die zu ihrer eigenen Karikatur geworden ist, beim Zürcher/Berliner Verlag Kein & Aber heraus.
Lukas Linder lebt in Basel und in der polnischen Stadt Łódź.

## Werke
Dramen
- Die Trägheit. Uraufführung (UA) am Düsseldorfer Schauspielhaus 13. Juni 2010, Regie: Tina Lanik; Theaterverlag Hartmann & Stauffacher (H&S), Köln 2010.
- Das traurige Schicksal des Karl Klotz. UA: 24. September 2010, Staatstheater Darmstadt, Regie: Martin Ratzinger; H&S Verlag, Köln
  - Hörspielfassung Das traurige Schicksal des Karl Klotz. Regie: Susanne Heising – Produktion: SRF 2013, Dauer: 58'[7]
- Wer auf der Welt. Monodram, UA 2011, Treibstoff Theatertage (CH); H&S Verlag, Köln
- Der Mann in der Badewanne oder Wie man ein Held wird. UA 10. Mai 2012, Theater Biel-Solothurn, Regie: Katharina Rupp; H&S Verlag, Köln
- Der Bären wilde Wohnung. UA 20. Oktober 2012, Stadttheater Schaffhausen / 10. November 2012, Theater Konstanz (gemeinsames Auftragswerk); H&S Verlag, Köln
- Ich war nie da. UA 14. Februar 2013, Schauspielhaus Wien
- Der Plan – Auswärts ist mein Zuhause. UA 2013, Coq d’Or, Olten.
- Toter Mann. Monodram, UA 22. Mai 2014, Schauspielhaus Zürich; H&S Verlag, Köln
- Es wird sicherlich bald sehr still sein in mir. Tragikomödie, UA 1. November 2014, Stadttheater Schaffhausen (Auftragswerk), Regie: Manfred Ferrari[8]; H&S Verlag, Köln
- Die zweieinhalb Leben des Heinrich Walter Nichts. UA 27. November 2014, Schauspiel Leipzig, Regie: Alexandra Wilke; H&S Verlag, Köln[9]
- Die Ereignisse, die zu meinem Tode führten. UA 2015, Junges Theater Biel-Solothurn.
- Draußen rollt die Welt vorbei, Drama, UA 14. April 2016, Theater Bonn, Regie: Mina Salehpour; H&S Verlag, Köln 2016.[10]
- Der Mann aus Oklahoma. UA: Schauspiel Leipzig / Ruhrfestspiele Recklinghausen 2015.
- Die Tollwut der Leere. UA 2016, Historisches Museum Basel.
- Das Sündenbuch. Nach einer Vorlage von Nikolai Gogol. UA 3. November 2017, Theater Basel (Auftragswerk), Regie: Cilli Drexel; H&S Verlag, Köln
- Supergutmann. UA 27. Januar 2018, Theater Bonn (Auftragswerk), Regie: Clara Weyde; H&S Verlag, Köln 2018.[11]
- Der Präparator. UA 5. Juni 2018, Theater an der Winkelwiese und Festspiele Zürich (Auftragswerk); H&S Verlag, Köln
- Die melancholische Seite meines Steuerberaters. UA 27. Oktober 2018, Deutsches Theater Göttingen; H&S Verlag, Köln 2018[12].

Romane
- Der Letzte meiner Art. Kein & Aber, Zürich 2018, ISBN 978-3-0369-5785-2.
- Der Unvollendete. Kein & Aber, Zürich 2020, ISBN 9783036958347

## Auszeichnungen
- 2009: Jury- und Publikumspreis des Autorenlabors Düsseldorf, für Die Trägheit
- 2009: IBK-Förderpreis Kurzgeschichten
- 2010: Gewinner bei den Werkstatttagen «stück für stück» am Wiener Schauspielhaus, für Ich war nie da
- 2011/2012: Stipendiat des Stücklabors Basel beim Theater Basel
- 2015: Kleist-Förderpreis, für Der Mann aus Oklahoma
- 2015: Gewinner des Heidelberger Stückemarktes, mit Der Mann aus Oklahoma[13]
- 2016: Förderpreis der Internationalen Bodenseekonferenz Dramentexte[14]
- 2021: Förderpreis Komische Literatur des Kasseler Literaturpreises für grotesken Humor[15]

## Belege
1. ↑  Autorenprofil Lukas Linder, Bühnenverlag Hartmann & Stauffacher, abgerufen am 26. Juli 2020.
2. ↑  Stücklabor Neue Schweizer Dramatik, stuecklaborbasel.ch, abgerufen am 27. Juli 2020
3. ↑  Hartmut Krug: Marc Lunghuß verpasst Lukas Linders preisgekröntem Stück in Frankfurt / Oder eine Schrillheitskur. Rezension auf nachtkritik.de vom 7. Oktober 2015, abgerufen am 26. Juli 2020.
4. ↑  Förderpreise der Internationalen Bodenseekonferenz vergeben. nachtkritik.de vom 9. November 2016, abgerufen am 26. Juli 2020.
5. ↑   Melanie Weidemüller: Lukas Linder: «Der Letzte meiner Art» – Held des Mittagsschläfchens. Rezension beim Deutschlandfunk vom 12. Dezember 2018, abgerufen am 26. Juli 2020.
6. ↑  Autorenprofil L. Linder, Kein & Aber Verlag, abgerufen am 26. Juli 2020
7. ↑  «Das traurige Schicksal des Karl Klotz» von Lukas Linder, srf.ch vom 25. Juli 2020, abgerufen am 27. Juli 2020
8. ↑  ressort k | Es wird sicherlich bald sehr still sein in mir. arttv.ch vom 8. November 2014, abgerufen am 27. Juli 2020
9. ↑  Tobias Prüwer: Lukas Linders philosophische Märchenparabel von Alexandra Wilke in Leipzig uraufgeführt, Rezension auf nachtkritik.de vom 27. November 2014, abgerufen am 26. Juli 2020
10. ↑  Ulrike Gondorf: „Ernstes Thema, skurriler Ansatz“, Rezension auf deutschlandfunkkultur.de vom 14. April 2016, abgerufen am 26. Juli 2020
11. ↑  Friederike Felbeck: Supergutman – Leichthändig interpretiert Clara Weyde das Auftragswerk von Lukas Linder am Theater Bonn, Rezension auf nachtkritik.de vom 27. Januar 2018, abgerufen am 27. Juli 2020
12. ↑  Die melancholische Seite meines Steuerberaters, theatertexte.de, abgerufen am 26. Juli 2020
13. ↑  Dorothea Marcus: „Pubertierender und Revolution auf zwei Bühnen“, Rezension auf deutschlandfunk.de vom 11. Juni 2015, abgerufen am 26. Juli 2020
14. ↑  IBK-Förderpreise 2016Dramatische Texte, bodenseekonferenz.org, abgerufen am 26. Juli 2020
15. ↑  Felicitas Hoppe erhält Kasseler Literaturpreis, boersenblatt.net, erschienen und abgerufen am 19. Juli 2021

| Personendaten    | Personendaten                                 |
| ---------------- | --------------------------------------------- |
| NAME             | Linder, Lukas                                 |
| KURZBESCHREIBUNG | schweizerischer Schriftsteller (Drama, Roman) |
| GEBURTSDATUM     | 1984                                          |
| GEBURTSORT       | Uhwiesen                                      |